# Jamshedpur FC
Jamshedpur FC (hindi जमशेदपुर फुटबॉल क्लब, ang. Jamshedpur Football Club) – indyjski klub piłkarski, mający siedzibę w mieście Jamshedpur w stanie Jharkhand, we wschodniej części kraju, grający od sezonu 2019/20 w rozgrywkach Indian Super League.

## Historia
Chronologia nazw:
- 2017: Jamshedpur FC

Klub piłkarski Jamshedpur FC został założony w miejscowości Jamshedpur 12 czerwca 2017 roku po tym, jak spółka Tata Steel wygrała przetarg na jedno z dwóch miejsc w związku z rozszerzeniem liczby drużyn Indian Super League. 18 listopada tego samego roku klub rozegrał swój pierwszy oficjalny mecz w Superlidze, przegrywając 0:5 z North East United FC na stadionie piłkarskim Indira Gandhi Athletic Stadium w Guwahati. W inauguracyjnym sezonie 2017/18 zespół nie zdobył miejsca na podium, zajmując 5.pozycję w tabeli ligowej i nie awansował do fazy play-off. W kolejnych trzech sezonach klub znów był poza czwórką najlepszych drużyn, które potem walczyły o tytuł mistrza. Dopiero w sezonie 2021/22 zajął pierwsze miejsce w rundzie zasadniczej i awansował do etapu play-off, ale przegrał w półfinale.

## Barwy klubowe, strój, herb, hymn
|  |  |

Klub ma barwy czerwono-niebieskie. Piłkarze domowe spotkania zazwyczaj grają w czerwonych koszulkach z niebieskimi rękawami, czerwonych spodenkach oraz czerwonych getrach.

## Sukcesy

### Trofea międzynarodowe
Do 2022 klub jeszcze nigdy nie zakwalifikował się do rozgrywek międzynarodowych.

### Trofea krajowe
| \| \| Zdobyte trofea w rozgrywkach Indii (stan na: 31-05-2022) \| |                                                          |      |                        |
| Rozgrywki                                                         | Osiągnięcie                                              | Razy | Sezon(y)               |
| Mistrzostwo                                                       | I miejsce                                                | 0    |                        |
| Mistrzostwo                                                       | II miejsce                                               | 0    |                        |
| Mistrzostwo                                                       | III miejsce                                              | 1    | 2021/22 (półfinalista) |
| Puchar                                                            | zdobywca                                                 | 0    |                        |
| Puchar                                                            | finalista                                                | 0    |                        |
| Puchar                                                            | ćwierćfinalista                                          | 2    | 2018, 2019             |
| II liga                                                           | I miejsce                                                | 0    |                        |
| II liga                                                           | II miejsce                                               | 0    |                        |
| II liga                                                           | III miejsce                                              | 0    |                        |
| Indie                                                             | Zdobyte trofea w rozgrywkach Indii (stan na: 31-05-2022) |      |                        |

## Struktura klubu

### Stadion
Klub piłkarski rozgrywa swoje mecze domowe na stadionie JRD Tata Sports Complex w Jamshedpurze, który może pomieścić 23.887 widzów.

## Rywalizacja z innymi klubami

### Derby
- Odisha FC
- ATK Mohun Bagan FC
- East Bengal FC